# Adobogíona
Adobogíona (fl. c. 80 aC - c. 50 aC) va ser una princesa celta d'Anatòlia. Era filla del rei Deiòtar I de Galàcia i Berenice, princesa de Pèrgam, probablement filla del rei Àtal III de Pèrgam.
Adobogíona es va casar amb Brogítar, rei de Galàcia, qui va regnar simultàniament amb el seu sogre. Van ser la mare d'Amintas de Galàcia, tetrarca dels trocmi i rei de Galàcia.
Adobogíona va ser honorada per una inscripció supervivent descoberta a l'illa de Lesbos, i s'ha descobert el retrat del seu cap a Pèrgam.